# Anders Lönnbro
Kjell Anders Lönnbro, född 10 oktober 1945 i Johanneberg i Göteborg, död 8 september 2022 i Göteborg, var en svensk skådespelare (filmroller från 1974), regissör och filmproducent.

## Biografi

### Utbildning
Lönnbro kom från Kungsbacka och började läsa humaniora vid Göteborgs universitet. År 1969 fick han stipendium för studier i USA vid University of Philadelphia. Kontakterna med den amerikanska proteströrelsen blev av omvälvande slag och gjorde honom mer politiskt medveten. Tillbaka i Göteborg började han spela amatörteater och utexaminerades 1974 från Statens scenskola i Malmö. 

### Skådespelarkarriär
Efter examen började han att arbeta med den fria gruppen Teater 5 i Göteborg. Tillsammans med Lasse Strömstedt, Bodil Mårtensson och Christer Dahl kom han att forma kollektivet Kenneth Ahl som gjorde filmer som Det löser sig (1976) för TV och biograffilmen Lyftet (1978). Arbetet med dessa byggde i stor utsträckning på intervjuer med arbetare, fångar m.m. Hela kollektivet utmärktes i hög grad av en utpräglad politisk medvetenhet och Lönnbro var från början av 1970-talet en uttalad KFML(r):are. Kollektivet Kenneth Ahl upphörde 1982 i och med föreställningen Cabaret Kenneth Ahl (1982). Man kan möjligen se hans senare roll i serien Hammarkullen (1997) som den desillusionerade radikalen Frank som en retrospektiv skrattspegel av denna era. För rollen i Lyftet erhöll han en Guldbagge 1978 för Bästa skådespelare. 
Lönnbro gick bort efter en kort tids sjukdom. 
Lönnbro har gett rösten till Svarte Petter i Långbens galna gäng. Efter hans död fortsätter Stephan Karlsèn göra rösten åt honom.

### Familj
Anders Lönnbro var under en period gift med skådespelerskan Bodil Mårtensson och är far till skådespelaren Harald Lönnbro.

## Regi
- 1984 – Medan vi ännu lever
- 2003 - De ä bäst hemmave, Amatörteater med Kärna Revysällskap
- 2004 - Sänt va' de' här, Amatörteater med Kärna Revysällskap
- 2006 - Bare Brôde, Amatörteater med Kärna Revysällskap
- 2008 - Tebagers te framtia, Amatörteater med Kärna Revysällskap
- 2009 - Hörre gart kan de bli?, Amatörteater med Kärna Revysällskap

## Filmmanus
- 1988 - Nya tider

## Teaterroller i urval
- 2007 - En måste ju leva (Angereds Teater)

## Filmografi, roller i urval
- 1976 – Det löser sig
- 1978 – Lyftet
- 1981 – Sista budet
- 1988 – Nya tider
- 1989 – 1939
- 1994 – Den vite riddaren (TV-serie)
- 1994 – År av drömmar (TV-serie)
- 1995 – Hem till byn (TV-serie)
- 1996 – Harry & Sonja
- 1997 – Hammarkullen (TV-serie)
- 1999 – Raymond - sju resor värre
- 2000 – Det nya landet (TV-serie)
- 2004 – Danslärarens återkomst (TV-serie)
- 2004 – Den sista trippen
- 2005–2017 – Saltön (TV-serie)
- 2005 – Tjenare Kungen
- 2006 – Keillers park
- 2006 – Offside
- 2007 – Incidenten
- 2007 – Upp till kamp (TV-serie)
- 2008 – Patrik 1,5
- 2008 – Eldsdansen
- 2011 – Gynekologen i Askim (TV-serie)
- 2013 – Johan Falk: Kodnamn Lisa
- 2015 – Prästen i paradiset